# Neisseria mucosa
Neisseria mucosa – gatunek Gram ujemnej bakterii zasiedlający ludzką nosogardziel a także tkanki innych zwierząt takich jak wiewióreczniki, uszanka kalifornijska, delfin czy stonoga murowa. Gatunek ten został opisany po raz pierwszy w 1906 roku jako Diplococcus mucosus i – po ponownym zbadaniu – został przemianowany na N. mucosa 1959 roku.  Bakteria ta przystosowana jest do fermentacji węglowodanów takich jak glukoza, maltoza, sacharoza czy fruktoza, nie fermentuje natomiast laktozy. Ponadto, zdolna jest do redukcji azotanów oraz wytwarza katalazę. Opisane zostały przypadki wolno żyjących izolatów N. mucosa, których obecność została wykryta w kurzu oraz w wolno płynącej wodzie.  Niektóre analizy filogenetyczne wskazują, że gatunek Neisseria mucosa powinien zostać rozszerzony o dwa kolejne gatunki Neisseria – N. macacae oraz N. sicca. Ponadto, zasugerowane zostało, że biotyp heidelbergensis gatunku N. mucosa powinien otrzymać rangę oddzielnego gatunku – Neisseria heidelbergensis. Odnotowano kilka przypadków stanów patologicznych wywoływanych przez N. mucosa, takich jak zapalenie opon mózgowo-rdzeniowych, czy zapalenie wsierdzia. 